# Sinularia verseveldti
Sinularia verseveldti is een zachte koraalsoort uit de familie Alcyoniidae. De koraalsoort komt uit het geslacht Sinularia. Sinularia verseveldti werd in 1996 voor het eerst wetenschappelijk beschreven door van Ofwegen. 